# Погудіно
Погу́діно (рос. Погудино) — присілок у складі Кічменгсько-Городецького району Вологодської області, Росія. Входить до складу Кічмензького сільського поселення.

## Населення
Населення — 3 особи (2010; 19 у 2002).
Національний склад (станом на 2002 рік):
- росіяни — 95 %